# Callionymus sphinx
Callionymus sphinx, tên thông thường là cá đàn lia nhân sư, là một loài cá biển thuộc chi Callionymus trong họ Cá đàn lia. Loài này được mô tả lần đầu tiên vào năm 1984.

## Phân bố và môi trường sống
C. sphinx được tìm thấy ở ngoài khơi Lãnh thổ Bắc Úc.

## Mô tả
Chiều dài lớn nhất được ghi nhận ở C. sphinx là khoảng 5,1 cm. Danh pháp khoa học của loài này có nghĩa là "nhân sư", ám chỉ cái đầu giống như tượng nhân sư ở Giza, Ai Cập.